# Горман (Мериленд)
Горман (енгл. Gorman) насељено је место без административног статуса у америчкој савезној држави Мериленд.

## Демографија
По попису из 2010. године број становника је 106.
| Група             | 2000.    | 2010.       |
| Белци             | 0 (0,0%) | 102 (96,2%) |
| Афроамериканци    | 0 (0,0%) | 0 (0,0%)    |
| Азијати           | 0 (0,0%) | 0 (0,0%)    |
| Хиспаноамериканци | 0 (0,0%) | 1 (0,9%)    |
| Укупно            | 0        | 106         |